# Аналітична теорія чисел

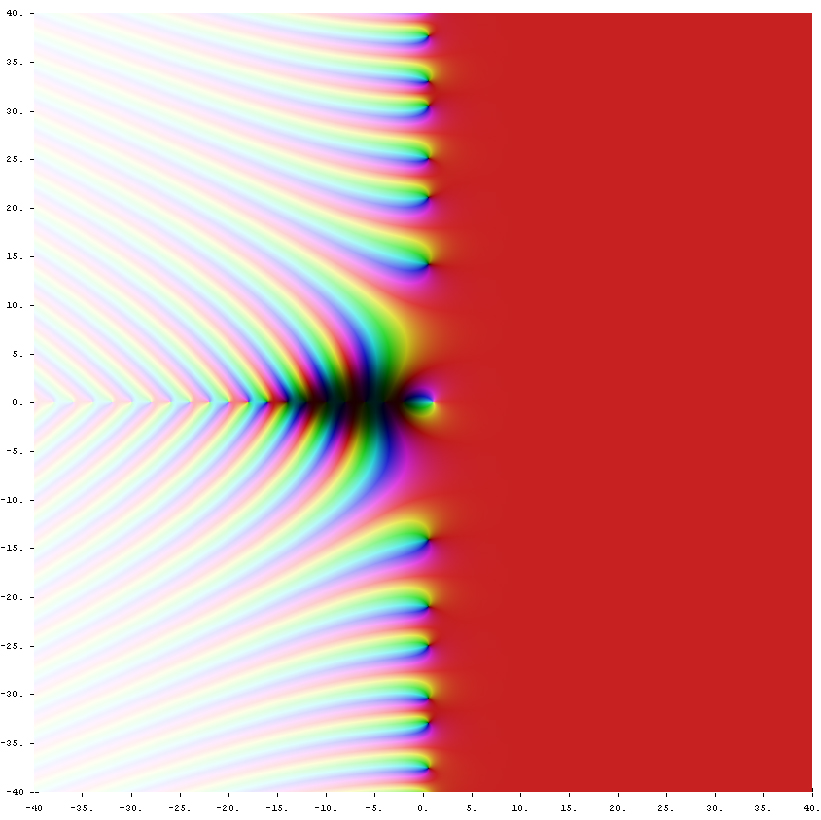
Дзета-функція Рімана ζ(s) в комплексній площині. Колір точки s показує значення функції ζ(s): кольори що близькі до чорного позначають значення близькі до нуля, а відтінок показує значення Аргумент (комплексний аналіз).

Аналіти́чна тео́рія чи́сел — розділ теорії чисел, що використовує методи математичного аналізу. Прикладом є застосування комплексного аналізу для доведення теореми про розподіл простих чисел з використанням дзета-функції Рімана.
Також проблемами аналітичної теорії чисел є: гіпотеза Гольдбаха, проблема Воринга, гіпотеза Рімана. Важливим інструментом аналітичної теорії чисел є теорія модулярних форм.
Теорія L-функцій Діріхле розвинулася в одне з найважливіших допоміжних засобів аналітичної теорії чисел. Велику роль в додатках відіграє дослідження нулів L-функцій Діріхле.
В аналітичній теорії чисел L-функція Діріхле грає таку ж роль, як і Ο-функція при розв'язуванні задач теорії чисел, а саме задач, пов'язаних з розподілом простих чисел в арифметичних прогресіях і в завданнях, пов'язаних із оцінками арифметичних сум.

## Галузі аналітичної теорії чисел
Аналітичну теорію чисел можна розділити на дві основні частини, що розділені так відповідно до того які задачі вони беруться вирішуватися, ніж через фундаментальні відмінності їх методів.
- Мультиплікативна теорія чисел[en] займається розподілом простих чисел, наприклад, визначенням простих чисел в інтервалі, і включає в себе теорему про прості числа та теорему Діріхле про прості числа в арифметичних прогресіях.
- Адитивна теорія чисел стосується адитивної структури цілих чисел. Наприклад, до неї відноситься Гіпотеза Гольдбаха про те, що кожне парне число, яке є більшим за 2, є сумою двох простих чисел. Одним із головних результатів адитивної теорії є розв'язання задачі Воринга.

## Задачі і результати
Теореми і результати аналітичної теорії чисел не ставлять на меті дати чіткі структуровані результати про цілі числа, для чого більш придатними є алгебраїчні і аналітичні методи. Замість того, вони дають наближені межі і оцінки для різних числових теоретичних функцій, як наведено в наступних прикладах.

### Мультиплікативна теорія чисел
Евклід показав що існує нескінченна кількість простих чисел. Важливим питанням було визначити асимптотичний розподіл простих чисел; що є наближеним визначенням того скільки простих чисел є меншими за деяке дане число. Гаусс, серед інших, після того як розрахував великий список простих чисел, припустив, що кількість простих чисел, що менші або дорівнюють великому числу N є близьким до значення наступного інтеграла
{\displaystyle \,\int _{2}^{N}{\frac {1}{\log \,t}}\,dt.}
В 1859 Бернгард Ріман використав методи комплексного аналізу і спеціальну мероморфну функцію, яка зараз відома як Дзета-функція Рімана аби отримати аналітичний вираз для кількості простих чисел, що є меншими або рівними дійсному числу x. Слід відзначити, що основним виразом в формулі Рімана був точно той самий наведений вище інтеграл, що надає визначальну роль гіпотезі Гаусса. Ріман знайшов хибні терми в цьому виразу, а отже і особливості розподілу простих чисел, оскільки вони тісно пов'язані із комплексними нулями зета функції. Використавши ідеї Рімана і дослідивши більше інформації про нулі зета функції, Жак Соломон Адамар і Шарль Жан де ла Валле-Пуссен змогли довести припущення Гауса. Зокрема, вони довели що, якщо 
{\displaystyle \pi (x)=({\text{кількість простих чисел }}\leq x),}
тоді
{\displaystyle \lim _{x\to \infty }{\frac {\pi (x)}{x/\log x}}=1.}
Цей видатний результат тепер відомий як Теорема про розподіл простих чисел. Це є основним результатом аналітичної теорії чисел. Просто кажучи, він стверджує що для будь-якого даного великого числа N, кількість простих чисел, що менші або дорівнюють числу N є близькою до N/log(N).

### Адитивна теорія чисел
Однією з найважливіших задач адитивної теорії чисел є проблема Воринга, яка ставить питання чи можливо, для будь-якого k ≥ 2, записати будь-яке додатне ціле число як суму обмеженої кількості k-их степенів,
{\displaystyle n=x_{1}^{k}+\cdots +x_{\ell }^{k}.\,}
На випадок для квадратів, при k = 2, дав відповідь Лагранж в 1770, який довів, що кожне додатне ціле число є сумою як мінімум чотирьох квадратів. Загальний випадок довів Гільберт в 1909, використавши алгебраїчні методи, які не дали певних меж. Важливим проривом в цьому питанні стало застосування аналітичних засобів до проблеми, що здійснили Гарді та Літлвуд. Ці методи відомі як круговий метод, і дають визначену верхню межу для функції G(k), найменшу кількість необхідних k-их степенів, як наприклад межа Виноградова
{\displaystyle G(k)\leq k(3\log k+11).\,}

### Діофантові рівняння
Діофантові рівняння мають стосунок до цілочислових розв'язків поліноміальних рівнянь (многочленів): щодо яких можуть досліджувати розподіл розв'язків, тобто, підраховувати розв'язки що відповідають деякій мірі "розміру" або висоти.
Важливим прикладом є Задача про коло Гаусса, яка потребує віднайти такі цілі точки (x y), які задовольняють нерівності
{\displaystyle x^{2}+y^{2}\leq r^{2}.}
У геометричній інтерпретації ця задача є наступною: дано коло на площині із центром у початку координат та з радіусом r, необхідно встановити скільки цілих точок решітки знаходяться в середині кола. Не важко довести що відповідь буде {\displaystyle \,\pi r^{2}+E(r)\,}, де {\displaystyle \,E(r)/r^{2}\,\to 0\,} as {\displaystyle \,r\to \infty \,}. Знову ж таки, не простою частиною і великим досягненням аналітичної теорії чисел є отримання конкретної верхньої межі для терму що визначає похибку E(r).
Гаусс показав, що {\displaystyle E(r)=O(r)}. У загальному випадку, O(r) терм похибки, яка можлива в межах одиничного кола (або, точніше, замкнутого одиничного диску) заміняють на делацію будь-якої обмеженої плоскої області із кусково-гладкою межею. Крім того, якщо замінити одиничне коло одиничним квадратом, терм похибки для загального випадку може мати настільки велике значення як лінійна функція від r. Таким чином, отримання межі похибки що має форму {\displaystyle O(r^{\delta })}
для деякого {\displaystyle \delta <1} у випадку кола є важливим досягненням. Першим хто отримав це був
Вацлав Серпінський в 1906, який показав, що {\displaystyle E(r)=O(r^{2/3})}. В 1915, Гарді і Ландау кожен незалежно показали, що одиниця не має {\displaystyle E(r)=O(r^{1/2})}. Оскільки метою було показати, що для кожного визначеного {\displaystyle \epsilon >0} існує дійсне число {\displaystyle C(\epsilon )}, таке що {\displaystyle E(r)\leq C(\epsilon )r^{1/2+\epsilon }}.

## Методи аналітичної теорії чисел

### Ряд Діріхле
Одним із корисних інструментів мультиплікативної теорії чисел є Ряд Діріхле, який є функцією комплексної змінної що задається у вигляді нескінченного ряду:
{\displaystyle f(s)=\sum _{n=1}^{\infty }a_{n}n^{-s}.}
В залежності від обраних коефіцієнтів {\displaystyle a_{n}}, цей ряд може бути абсолютно збіжним, розбіжним, або збіжним в деякій половині площини. В багатьох випадках, навіть якщо ряд не абсолютно збіжний, голоморфічну функцію яку він визначає можливо продовжити аналітичним чином до мероморфічної функції на всю комплексну площину. Користь таких функцій для вирішення мультиплікативних задач можна продемонструвати наступним формальною тотожністю
{\displaystyle \left(\sum _{n=1}^{\infty }a_{n}n^{-s}\right)\left(\sum _{n=1}^{\infty }b_{n}n^{-s}\right)=\sum _{n=1}^{\infty }\left(\sum _{k\ell =n}a_{k}b_{\ell }\right)n^{-s};}
оскільки коефіцієнтами добутку двох рядів Діріхле є мультиплікативні згортки початкових коефіцієнтів. Також, можливо застосувати такі методи як перетворення Абеля та теорема Абеля та Таубера для отримання інформації про коефіцієнти із аналітичної інформації про ряд Діріхле. Таким чином загальним методом для оцінки мультиплікативної функції є вираження її у вигляді ряду Діріхле (або у вигляді добутку простіших рядів Діріхле із використанням мультиплікативних згорток), дослідити цей ряд як комплексну функцію і перетворити цю інформацію назад у відповідну інформацію про початкову функцію.

### Дзета-функція Рімана
Ейлер зміг показати, що основна теорема арифметики передбачає (принаймні формально) добуток Ейлера
{\displaystyle \sum _{n=1}^{\infty }{\frac {1}{n^{s}}}=\prod _{p}^{\infty }{\frac {1}{1-p^{-s}}}{\text{ для }}s>1\,\,\ (p{\text{ є простим числом)}}\,}
Доведення Ейлера про нескінченність простих чисел використовує збіжність виразу в лівій частині для s = 1 (так званий гармонічний ряд), і є чисто аналітичним результатом. Ейлер був першим хто використав аналітичні аргументи для вивчення властивостей цілих чисел, зокрема для побудови твірних степеневих рядів. Це було початком аналітичної теорії чисел.
Згодом, Ріман розглянув цю функцію для комплексних значень s і показав, що цю функцію можна розширити до мероморфної функції по всій площині із простим полюсом в точці s = 1.  Ця функція тепер відома як Дзета-функція Рімана і позначається ζ(s). Ця функція є особливим випадком більш загальної L-функції Діріхле.